# Hozo jezik
Hozo jezik (begi-mao; ISO 639-3: hoz), afrazijski jezik uže omotske skupine, kojim govori 3 000 ljudi (1995 SIL) u pedeset ili više sela na zapadu regije Oromo (Oromia).
Hozo s jezicima ganza [gza] i seze [sze] čini zapadnu podskupinu šire skupine mao, i srodan je istočnomaoskom jeziku bambassi [myf] (Bender 1975)

## Vanjske poveznice
- Ethnologue (14th)
- Ethnologue (15th)